# Saint-Pardoux-Soutiers
Saint-Pardoux-Soutiers község Franciaország Új-Aquitania régiójában, Deux-Sèvres megyében. Új községként 2019. január 1-jén jött létre két korábbi község: Saint-Pardoux és Soutiers egyesítésével. Lakosainak száma 1872 fő (2022. január 1.).

## Népesség
| Lakosok száma | 1876 | 1869 | 1862 | 1855 | 1867 | 1872 |
|               | 2017 | 2018 | 2019 | 2020 | 2021 | 2022 |